# Edouard Broers
Edouard Jean Ghislain Broers (Mechelen, 16 oktober 1810 - aldaar, 12 juni 1892) was een Belgisch politicus voor de Katholieke Partij. Hij was burgemeester van Mechelen.

## Levensloop
Broers kwam uit een Mechelse bierbrouwersfamilie. 
In 1838 werd hij verkozen tot gemeenteraadslid te Mechelen. Hij behoorde tot de liberaal-katholieke en unionistische strekking. In 1842 werd hij aldaar benoemd als schepen en aansluitend in oktober 1855 als burgemeester. Dit mandaat oefende hij uit tot 1864. In 1871 verliet hij de Mechelse gemeenteraad en werd aangesteld als gedeputeerde (1871-1890) voor de provincie Antwerpen. 
Hij was de vader van de latere Mechelse burgemeester François Broers.